# Juju
Juju — четвертий студійний альбом британського рок-гурту Siouxsie and the Banshees, випущений 6 червня 1981 року. Альбом досягнув 7-го місця в UK Albums Chart і протримався там 17 тижнів, отримавши потім комерційний успіх. Є одним із найвпливовіших альбомів в жанрі пост-панк і готик-рок того часу. Дві пісні з альбому — «Spellbound» та «Arabian Knights» стали синглами.

## Історія
Альбом був записаний у такому ж складі як і попередній альбом гурту Kaleidoscope— з гітаристом Джоном Макгіохом та ударником Баджі (Пітером Кларком), що замінили учасників гурту Джона Маккея та Кенні Моріса, після того як ті покинули гурт 1979 року. До того Макгіох грав у гуртах Magazine та Visage, Кларк — у The Slits та Big in Japan. Гру Макгіоха можна назвати особливо важливою для цього альбому у зв'язку з поверненням гурту до гитарного стилю після більш експериментального для жанру Kaleidoscope.
На обкладинці зображена африканська статуя з музею Горнімана в районі Форест Хілл Лондону, з якою також пов'язана назва альбому.
Альбом був записаний у студії Surrey Sound в місті Лезерхед (Велика Британія) 1981 року з продюсером Найджелом Греєм, який до цього також працював з гуртом над їх попереднім альбомом Kaleidoscope. Juju було видано в червні того ж року на лейблі Polydor Records (PVC Records — у США).
2006 року на лейблі Universal Digital Mastering було видано цифровий ремастер альбому, який містив 3 бонус-трека, включно з іншими версіями двох синглів з оригінального альбому та первісною версією синглу «Fireworks», що була записана у жовтні 1981 року.

## Стиль
Альбом повернув гурт до гітарного стилю, до того гурт експериментував з синт-попом і психоделічним роком з використанням синтезаторів, ці стилі звучать в попередньому альбомі гурту такому як Kaleidoscope.
Гурт зазначав, що ця робота є майже протилежністю їх попереднього альбому. Стівен Северін назвав Juju їх першим концептуальним альбомом, усі пісні якого були пов'язані своєю атмосферою, похмурими елементами.
Джон Макгіох, гітарна гра якого виконувалася в жанрі дзвінкої гітари, придавала альбому найпохмурішої атмосфери в жанрі готик-рок. Самі музиканти не думали про такий крок у жанрі, але при записі альбому музиканти відчули відповідне звучання, яке вписувалося у відповідний жанр.

## Вплив
Альбом справив великий вплив на зародження такого жанру, як готичний рок, але самі музиканти зневажливо ставилися до його виконавців та заперечували те, що їх творчість можна відносити до цього жанру.
| | Я завжди вважала, що нашою найсильнішою стороною є наше вміння створювати напругу в музиці... ...Juju мав сильну індивідуальність, яку готичні гурти, що йшли за нашим прикладом, намагалися імітувати, але закінчували лише розбавляючи її. |
| — С'юзі С'ю, Louder Оригінальний текст (англ.) I’ve always thought one of our greatest strengths was our ability to craft tension in music... ... Juju had a strong identity, which the goth bands that came in our wake tried to mimic, but they simply ended up diluting it | |

Альбом вплинув на таких музикантів, як Джонні Марр гітариста гурту The Smiths; Біллі Коргана, вокаліста та гітариста гурту The Smashing Pumpkins. Марр відзначив магічну гітарну гру Макгіоха, яка виконується таємничо і загадково, без додаткових жанрів.

## Список композицій
Автор слів С'юзі С'ю, окрім відмічених, автор музики Siouxsie and the Banshees (С'юзі С'ю, Стівен Северін, Баджі, Джон Макгіох). 
| Сторона "А" | Сторона "А"       | Сторона "А"    | Сторона "А" |
| #           | Назва             | Автор слів     | Тривалість  |
| ----------- | ----------------- | -------------- | ----------- |
| 1.          | «Spellbound»      | Стівен Северін | 3:20        |
| 2.          | «Into the Light»  |                | 4:15        |
| 3.          | «Arabian Knights» |                | 3:23        |
| 4.          | «Halloween»       | Северін        | 3:57        |
| 5.          | «Monitor»         |                | 5:33        |

| Сторона "Б" | Сторона "Б"       | Сторона "Б" |
| #           | Назва             | Тривалість  |
| ----------- | ----------------- | ----------- |
| 1.          | «Night Shift»     | 6:06        |
| 2.          | «Sin in My Heart» | 3:37        |
| 3.          | «Head Cut»        | 4:22        |
| 4.          | «Voodoo Dolly»    | 7:04        |

| Бонус-треки з ремастеру 2006 року | Бонус-треки з ремастеру 2006 року  | Бонус-треки з ремастеру 2006 року | Бонус-треки з ремастеру 2006 року |
| #                                 | Назва                              | Автор слів                        | Тривалість                        |
| --------------------------------- | ---------------------------------- | --------------------------------- | --------------------------------- |
| 1.                                | «Spellbound (12" Mix)»             | Северін                           | 4:43                              |
| 2.                                | «Arabian Knights (12 Vocoder Mix)» |                                   | 3:09                              |
| 3.                                | «Fireworks (Nigel Gray Version)»   | Северін                           | 4:15                              |

## Учасники запису
- С'юзі С'ю — вокал, гітара у «Sin in My Heart»
- Стівен Северін — бас-гітара
- Баджі — ударні
- Джон Макгіох — гітара
- Найджел Грей — продукування

## Чарти
| Чарт (1981)                                          | Найвища позиція |
| ---------------------------------------------------- | --------------- |
| Нова Зеландія New Zealand Albums (Recorded Music NZ) | 29              |
| Велика Британія UK Albums (OCC)                      | 7               |

## Сертифікації
| Регіон                                             | Сертифікація | Продажі |
| -------------------------------------------------- | ------------ | ------- |
| Велика Британія (BPI)                              | Срібний      | 60 000^ |
| ^відвантаження, що базуються лише на сертифікаціях |              |         |